# Aeroporto di Peshawar
L'Aeroporto di Peshawar noto anche come Aeroporto Internazionale Bacha Khan (IATA: PEW, ICAO: OPPS) è un aeroporto internazionale che serve la città di Peshawar, in Pakistan.